# Tocqueville-sur-Eu
Tocqueville-sur-Eu ist eine Commune déléguée in der französischen Gemeinde Petit-Caux mit 216 Einwohnern (Stand 1. Januar 2022) im Département Seine-Maritime in der Region Normandie.
Die Gemeinde Tocqueville-sur-Eu wurde am 1. Januar 2016 mit 17 weiteren Gemeinden zur Commune nouvelle Petit-Caux zusammengeschlossen. Sie hat seither den Status einer Commune déléguée. Die Gemeinde Tocqueville-sur-Eu gehörte zum Arrondissement Dieppe und zum Kanton Dieppe-2 (bis 2015: Kanton Eu).
Tocqueville-sur-Eu liegt etwa 18 Kilometer nordöstlich vom Stadtzentrum von Dieppe am Ärmelkanal.

## Bevölkerungsentwicklung
| Jahr                      | 1962 | 1968 | 1975 | 1982 | 1990 | 1999 | 2006 | 2013 |
| Einwohner                 | 159  | 143  | 135  | 146  | 156  | 153  | 190  | 221  |
| Quelle: Cassini und INSEE |      |      |      |      |      |      |      |      |

## Sehenswürdigkeiten

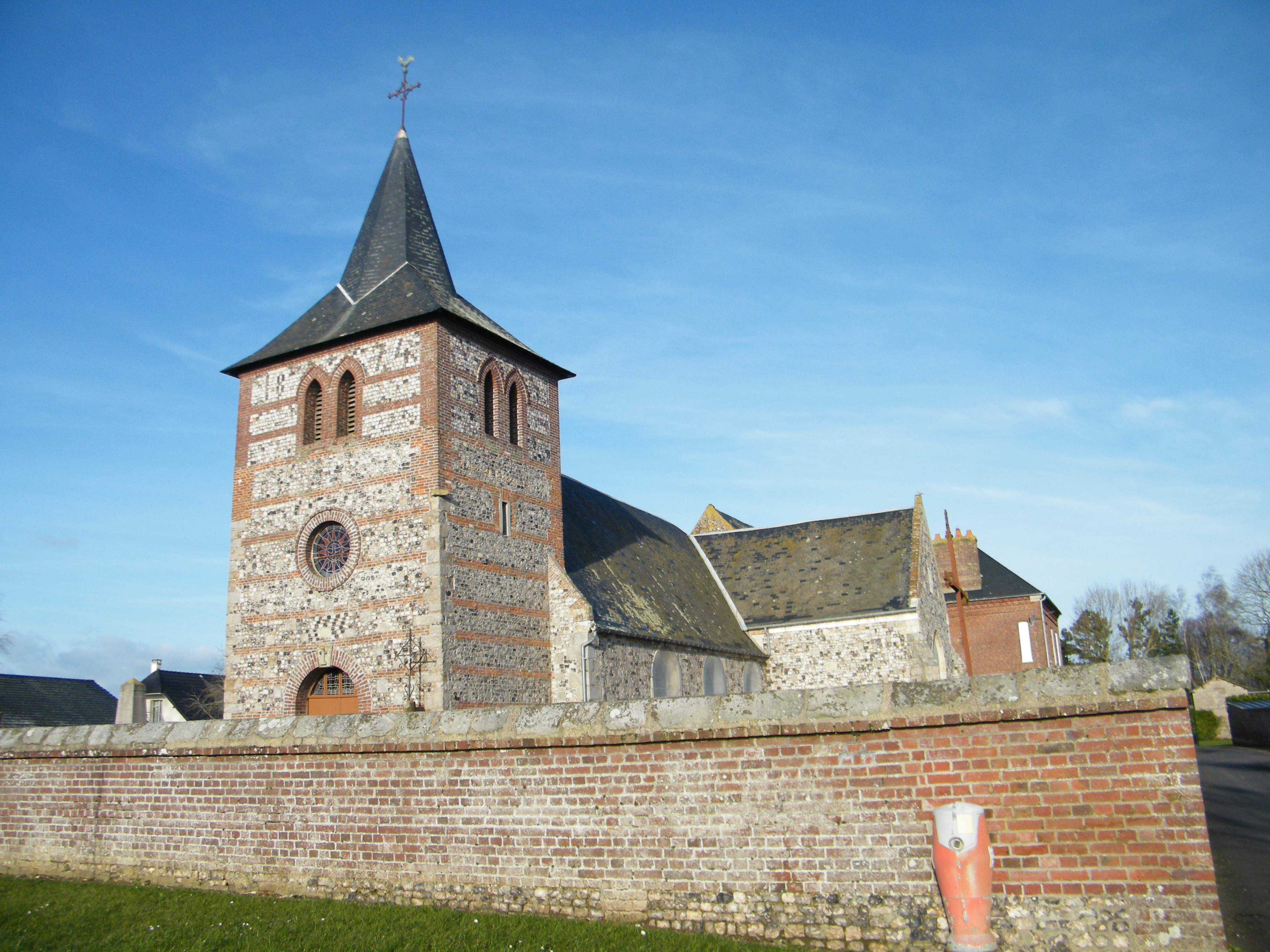
Kirche Sainte-Trinité

- Kirche Sainte-Trinité